# Economía del Perú
La economía de Perú está clasificada como una economía emergente y mixta con un nivel significativo de comercio exterior, y está reconocida por el Banco Mundial como una economía de renta media alta. Perú es la 47.ª economía mundial por PIB total, y también cuenta con un índice de desarrollo humano alto.
El país fue una de las economías de más rápido crecimiento del mundo entre el año 2006 hasta el 2012, debido al impulso del sector minero, con una tasa de crecimiento del PIB promedio anual del 6,5 %. La economía peruana lleva un periodo de estancamiento económico en los últimos  años, golpeado por la crisis política que ha desacelerado el crecimiento económico a los niveles más bajos del presente siglo. Desde el 2016, los peruanos han vivido bajo seis presidentes diferentes, seis intentos de vacancia, una disolución del Congreso y un intento de golpe de Estado, mientras que cuatro exjefes de Estado han sido arrestados o requeridos por acusaciones de corrupción. En dicho panorama, es cada vez más difícil atraer inversiones.
Según proyecciones del Fondo Monetario Internacional para el año 2023, la economía total de Perú ascendería a 264 636 millones de dólares (Producto Interno Bruto). Perú posee un PIB per cápita de 7 668 dólares (nominal) y un PIB per cápita de 15 893 dólares (PPA).
El compromiso de Perú con el comercio internacional se ve subrayado por sus numerosos tratados de libre comercio. El Tratado de Libre Comercio China-Perú, promulgado el 28 de abril de 2009, situó a China como el mayor socio comercial de Perú. Otros acuerdos comerciales importantes son los suscritos con Estados Unidos (2006), Japón (2011) y la Unión Europea (2012). La capital, Lima, es el centro neurálgico del comercio y la industria, mientras que el sector agrícola ha impulsado el desarrollo regional a través de las exportaciones. Sin embargo, la dependencia de la economía peruana de las exportaciones de materias primas la somete a la volatilidad de los precios del mercado internacional.
Históricamente, el gobierno peruano ha mantenido un enfoque de no intervención en el sector público, en particular durante los períodos de auge de las materias primas. La extracción de recursos naturales ha provocado conflictos internos, a menudo por sus repercusiones medioambientales y sociales.
Tras la independencia peruana, la élite económica concentró su influencia en las zonas costeras a través del centralismo, mientras que las provincias rurales permanecieron bajo el control de los hacendados que practicaban la servidumbre. Esta dinámica persistió hasta 1968, cuando la dictadura del general Juan Velasco Alvarado alteró el statu quo, aumentando el gasto social y disminuyendo el poder de los terratenientes. El subsiguiente vacío de poder en la década de 1970 facilitó la aparición del grupo guerrillero comunista Sendero Luminoso.
La década de 1980 presentó importantes retos económicos para Perú, agravados por la recesión de principios de los 80 y los conflictos internos. El gobierno de Alan García implantó controles de precios que condujeron a la hiperinflación. En respuesta, las Fuerzas Armadas peruanas desarrollaron el Plan Verde para la transición a una economía neoliberal. Este plan se puso en práctica durante la presidencia de Alberto Fujimori, junto con las estrategias económicas de Hernando de Soto, en un periodo conocido como fujishock. La abolición de los controles de precios, la privatización de las empresas estatales y la desregulación para fomentar la inversión extranjera fueron características clave de esta reforma económica, que dio lugar a la estabilidad macroeconómica del país.
El desarrollo económico de Perú se aceleró con el auge de las materias primas en la década de 2000, lo que condujo a mejoras en las finanzas públicas, la reducción de la pobreza y los sectores sociales. La nación ha adoptado el «consenso de Lima», que aboga por el neoliberalismo, la desregulación y las políticas de libre mercado, que han hecho de Perú un destino atractivo para la inversión extranjera de cartera. La inflación se ha mantenido baja (un dígito por al menos 27 años), registrándose en 2012 la más baja de América Latina, con un 1,8 %, y un porcentaje similar del 1,9 % en 2020. La pobreza ha disminuido significativamente en más de una década, pasando de casi el 60 % en 2004 al 20,5 % en 2018.
El desempeño económico de Perú está estrechamente vinculado a sus exportaciones, que son esenciales para financiar las importaciones y los pagos de la deuda externa. Si bien la economía ha comenzado a diversificarse, las exportaciones siguen siendo cruciales, con productos primarios como cobre, oro, zinc, textiles, productos químicos, productos farmacéuticos, maquinaria y harina de pescado. Estados Unidos, China, Brasil, la Unión Europea y Chile figuran entre los principales socios comerciales de Perú. A pesar de los ingresos generados por las exportaciones, lograr un crecimiento autosostenido y una distribución equitativa de la renta sigue siendo un reto. El sector servicios constituye el 59,9 % del PIB peruano, seguido de la industria, con un 32,7 %, y la agricultura, con un 7,6 %. La reciente expansión económica del país se ha visto impulsada por la estabilidad macroeconómica, unas condiciones comerciales favorables y el aumento de la inversión y el consumo.

## Historia económica
Tras la independencia del Perú en 1821 por parte del general José de San Martín se sucedieron distintos cambios tanto en la sociedad como en la economía peruana. En ese entonces, la élite económica centró su poder en las regiones costeras, mientras que las provincias rurales estaban gobernadas por prácticas de servidumbre existentes por parte de los terratenientes de las haciendas.
Por otro lado, la minería protegida de la plata y el comercio entre el azúcar peruano y el trigo chileno, del que se beneficiaba Lima, eran la base de la economía peruana, y por lo tanto, esta dependencia de la plata la hacía frágil. Las guerras europeas y la invasión napoleónica en España frenaron el comercio entre esta y sus colonias, llevando a estos países a crisis económicas y desencadenando las distintas independencias. Tras la independencia, la inestabilidad política dificultó la recuperación minera, agraria y comercial. El producto principal continuó siendo la plata, pero el Estado republicano impuso elevadas cargas fiscales sobre el mismo, impidiendo un crecimiento en este sector, donde empezaron a depender tanto del crédito comercial y de los capitales privados. En un principio, los principales socios comerciales del Perú fueron en primer lugar el Reino Unido, seguido de Estados Unidos, Chile y Alemania. En 1905 Reino Unido consiguió que más del 50% de las exportaciones de Perú irían a parar a él. Estados Unidos también lo consigue en 1916 y 1917 (siendo su volumen de importación hacia Perú de 62.89% y 58.69% respectivamente). En el resto de los años, Reino Unido y Estados Unidos son los principales socios comerciales, aunque no hay que restar importancia a Chile y a Alemania.
Destaca el caso de Alemania que deja de comprar productos a Perú, a partir de 1914 debido a la I Guerra Mundial que se lo impide. También decir que EE. UU. pasa a ser el principal socio comercial de Perú a partir de 1915.
El modelo oligárquico, que tuvo su auge en la República Aristocrática, continuó esencialmente hasta 1968, cuando el general Juan Velasco Alvarado asumió el poder, encabezando una dictadura que aumentó el gasto social y eliminó el poder de los terratenientes, lo que resultó en un vacío de poder en la década de 1970 que vio el surgimiento del grupo terrorista comunista Sendero Luminoso. A partir de la década de 1980, Perú enfrentó dificultades económicas como resultado de la recesión de principios de la década de 1980 y el conflicto interno en Perú durante su Década Perdida. El gobierno de Alan García promulgó controles de precios que resultaron en hiperinflación.

### Convergencia a largo plazo
Comparando la evolución del PIB per cápita (indicador macroeconómico de productividad y desarrollo económico) respecto a EE. UU. y España tras la independencia, se observa una tendencia creciente en los tres países, siendo el de EE. UU. superior a estos y teniendo una notoria bajada como consecuencia del crack del 29 y los respectivos años posteriores, que por supuesto se ve reflejado a nivel mundial. En la posible convergencia de Perú y España, el único momento en el que los datos de ambos países son similares son debidos a la guerra civil española, [cita requerida]por lo que se produce una falsa convergencia.

### La era de las exportaciones
Perú exportaba principalmente a dos países, Gran Bretaña y Estados Unidos, siendo las exportaciones a Chile el siguiente destacado en su lista.
La exportación peruana fue creciendo constantemente en los tres países: Gran Bretaña, Chile y Estados Unidos, siendo en el primer país mayor que en los otros dos en un principio, que juntos forman más del 70% de las exportaciones de Perú. La evolución creciente de los primeros años, cambia radicalmente durante la Primera Guerra Mundial, siendo su principal socio comercial en este caso EE. UU, con quien tiene su mayor facilidad de comercio por su situación geográfica. Perú no participó en ninguna de las guerras mundiales y además sus relaciones con Europa no eran tan importantes como podría serlo para cualquiera de sus vecinos, por lo que su capacidad de exportación no se vio desfavorecida sino todo lo contrario, ya que aumentó su relación con EE. UU.

### Shocks externos: 1910-1945
Existen tres shocks externos durante esta etapa en Perú. El primero transcurre durante la I Guerra Mundial (1914-1918) con el aumento tanto de las importaciones como de las exportaciones y del impuesto aduanero, y eso es a consecuencia de las ventajas que supuso para Perú este acontecimiento. Su principal socio comercial pasó a ser EE. UU., ya que prácticamente desapareció el comercio con Europa, por lo que sus exportaciones aumentaron considerablemente hacia el norte del continente americano. También se vieron afectadas las importaciones.
El siguiente shock externo es el periodo de la crisis del 29 y los años posteriores, que sucedió en EE. UU., trasladándose al resto del mundo. Lo sucedido con la bolsa estadounidense ese año, desembocó en la mayor crisis económica y financiera hasta nuestros días. La actuación de EE. UU. y de otros países europeos, fue el cierre de fronteras. Esto afectó a toda Latinoamérica. Perú fue uno de los grandes perjudicados, pues su actual socio comercial cerró fronteras, lo que produjo una gran caída del comercio (base de la economía latinoamericana). Durante estos años, al caer las posibilidades de exportar productos, se produjo un descenso de las importaciones pues necesitaban más cantidades de cobre, de azúcar o de lana, para comprar otros mismos productos.
El último shock transcurre durante los años de la Segunda Guerra Mundial (1939-1945) aumentaron las exportaciones, pero en menor medida. Ningún país latinoamericano participó en las guerras mundiales, pero las consecuencias fueron catastróficas para su economía en general. Perú como el resto de los países sufrió el cierre de las fronteras.
La ISI (Industrialización por sustitución de importaciones) pretendía reducir el peso de las exportaciones e importaciones de Perú, para disminuir su dependencia del exterior. Durante los años en los que esta política estuvo activa, se redujeron un 10% las exportaciones en relación con el PIB peruano.[cita requerida] Perú es un claro ejemplo de aplicación de la ISI, se cerraron en parte las fronteras a la exportación de materias primas e intentaron industrializar el país (mediante la Ley de Promoción Industrial, que fue actualizada en los años 1970), de forma que ellos mismos manipularan las materias primas que obtenían en el país.
La ISI, básicamente estaba financiada por gasto público. El Estado peruano tuvo que invertir mucho capital para financiar las distintas implantaciones de empresas y fábricas, que diesen lugar a una industria lo suficientemente fuerte como para que llegasen inversores. Aunque se afrontó una crisis financiera la mitad del año 1959, la evolución general del gasto público fue aumentando año a año, viéndose inmersos en un déficit casi continuado exceptuando los tres primeros años de los 60. Todo este capital, es dinero, que quedó como deuda de Perú hacia otros países.[cita requerida] En general la industria peruana tuvo un gran crecimiento gracias a esta política económica, en la que sobre todo se producían bienes de consumo y de capital, pero también perjudico al país por el gran endeudamiento en el que se vio sumergido.

### La crisis de la deuda en los años 80
En Perú a principios de los años 70 los inversores extranjeros no invertían capital en este país. A partir de 1972 y hasta 1983 la inversión extranjera en este país era bastante baja en relación con el PIB (alcanzando casi un 2% sobre el PIB) y era sobre todo inversión orientada a la industria manufacturera. Además que contó con un desemplea de alrededor de la mitad de la población activa. Durante la crisis de la deuda (años 80) el gráfico muestra cómo los inversores extranjeros se llevan todo el dinero fuera de este país.
El PIB per cápita del Perú tiene una tendencia creciente que va desde los años 60 hasta mitad de los 70. En los años 80 la tendencia es muy irregular, sufre caídas de aproximadamente dos años, se recupera y vuelve a crecer.
Durante el gobierno de Alan García se buscó renegociar la deuda externa directamente con los acreedores y no pagarla según lo planificado por los organismos internacionales. Como consecuencia esta siguió aumentando. Además se lanzó El Plan Cero, para subvencionar diferentes sectores económico, generando una mayor inflación, especialmente en relación con los productos importados. Así, por ejemplo, los precios de los productos farmacéuticos aumentaron 600% y la gasolina 400%. En 1987 se tomó la decisión de estatizar la banca. Desde septiembre de 1988, la inflación se convirtió en hiperinflación. Ese mes, los precios subieron un 114%. La escasez de materias primas y alimentos se agrava. La larga huelga en la industria minera contribuyó a que las exportaciones cayeran agravando el déficit comercial. Las reservas internacionales se reducen al extremo. El aumento del desempleo y la caída de los ingresos fue el costo social de lo económico. El consumo per cápita cayó un 50%, el nivel de subempleo fue de 73%, el número de horas perdidas por los conflictos laborales aumentaron en 6 millones en 1985 a 124 millones en 1990. Asimismo, los combates entre fuerzas armadas y dos grupos terroristas (Sendero Luminoso y MRTA) provocaron la muerte de cerca de 70 000 personas. La presencia armada no impidió las protestas masivas. En todo el país hubo saqueos y largas filas para comprar artículos de primera necesidad como el arroz, pan, azúcar y la leche. El número de familias pobres en todo el Perú fue del 70,7%. La devaluación fue alta y durante su gobierno se tuvo que cambiar dos veces la moneda oficial (de sol a inti, y luego a nuevo sol), ya que rápidamente se convirtió en inútil. Esto dio lugar a mucha especulación y la escasez de alimentos básicos.

### Fujishock de los 90 y retorno al libre mercado

Distrito Financiero del Perú

Alberto Fujimori ganó las elecciones de 1990 con la promesa de no aplicar un paquetazo, a diferencia de su contrincante en la candidatura a la presidencia, Mario Vargas Llosa, quien declaró en campaña que sí era necesario. No obstante, la gravedad de la crisis le obligó a variar su posición. El 8 de agosto de 1990, Alberto Fujimori anunció un paquetazo económico llamado "Fujishock" debido a varios contextos en esa época: el tipo de cambio se encontraba devaluado en un 227 %, el desempleo estaba en un 73 %, la hiperinflación alcanzaba un 7694.6 %. (114.5 % en 1987; 1722 % en 1988; 2775 % en 1989 y 7694 % en 1990). El país debía corregir la fuerte crisis económica de los años 80 debido al descontrol del gasto fiscal, subvenciones populistas, crisis de deuda, y la consiguiente hiperinflación. El Fujishock corrigió los desbalances de precios y la hiperinflación de una manera dramática.
A partir de 1991 la inversión extranjera directa comienza a crecer llegando a alcanzar un 6.92 % del PIB, debido al ajuste económico con apertura a la inversión extranjera, sin embargo, sufrirá altibajos muy marcados debido a las variaciones en los tipos de interés. Este período coincide con la nueva Constitución Política del país de 1993, con enfoque al libre mercado, y los sucesivos gobiernos de 1990 a 1995 y de 1995 al 2000 con Alberto Fujimori. Uno de los resultados es la conformación de la Cooperación Económica Asia-Pacífico en 1998 con el apoyo de las Filipinas.
Por otro lado, las fuerzas armadas de Perú redactaron el Plan Verde, una operación clandestina para crear una economía de mercado abierta y neoliberal. Este habría sido ejecutado por el gobierno de Alberto Fujimori, además de prescripciones del economista Hernando de Soto, durante un período conocido como Fujishock. Durante este shock, se suspendieron los controles de precios, se privatizaron las organizaciones estatales y se promovieron las inversiones extranjeras mediante la eliminación de regulaciones. Las medidas económicas del gobierno de Fujimori estabilizaron macroeconómicamente al país. Aquello incentivó que las personas de negocios tuvieran extraoficialmente alguna influencia en la política, además que posteriores ministros de las siguientes dos décadas tuvieran relación con el sector empresarial. En 1996, Perú consiguió un acuerdo cuando fue miembro del Club de París para pagar su deuda.
El desarrollo en Perú aumentó luego del auge de las materias primas en la década de 2000, mientras que las finanzas gubernamentales, la reducción de la pobreza y el progreso en los sectores sociales mejoraron. La nación ha adoptado más recientemente el Consenso de Lima, un proyecto económico extraoficial de neoliberalismo, desregulación y políticas de libre mercado que ha hecho atractiva la inversión de cartera extranjera en Perú. Como referencia, en 2002, la deuda fue de 27 mil millones. La inflación en 2012 fue la más baja de América Latina con un 1.8 %, y la tasa anual más reciente fue del 1.9 % en 2020. Aunque la pobreza estadística ha disminuido significativamente, de casi el 60 % en 2004 al 20.5 % en 2018. Para 2023 la centésima parte de la población concentró entre 25 % y 30 % del ingreso nacional, lo que muestra el centralismo económico en el país.
El desempeño económico peruano ha estado ligado a las exportaciones, que proporcionan divisas para financiar las importaciones y los pagos de la deuda externa, aunque en las últimas décadas la economía ha comenzado a diversificarse. Las principales exportaciones de Perú son cobre, oro, zinc, textiles, productos químicos, productos farmacéuticos, manufacturas, maquinaria, servicios y harina de pescado. Los principales socios comerciales del país son Estados Unidos, China, Brasil, la Unión Europea y Chile. Aunque las exportaciones han proporcionado ingresos sustanciales, el crecimiento autosostenido y una distribución más igualitaria de los ingresos han resultado difíciles de lograr.
Los servicios representan el 59.9 % del producto interno bruto peruano, seguidos de la industria (32.7 %) y la agricultura (7.6 %). El reciente crecimiento económico se ha visto impulsado por la estabilidad macroeconómica, la mejora de los términos de intercambio y el aumento de la inversión y el consumo. La fabricación de productos nacionales ha evolucionado, pero adolece de falta de innovación y de personal cualificado. En 2025, solo el 4 % del sector industrial recurrió al dinero público del Estado para financiar sus innovaciones.
Hoy en día a pesar de que Perú no tiene una gran superficie cultivable, es unos de los países de mayor crecimiento en la agroindustria en Latinoamérica.  Las exportaciones de productos agrícolas tradicionales que son el café, la caña de azúcar, el algodón, las frutas y legumbres y productos nativos como las patatas y cereales andinos crecerían entre un 20 % y 25 %. La producción minera aunque cayó en los últimos años debido a la menor demanda de Asia, sigue constituyendo uno de los sectores que no deja de crecer. La producción de caña es también declinó. En los últimos años, se ha consolidado como el mayor productor de coca en mundo Sin embargo, la actividad pesquera permaneció estancada.
En 2007 el Ministerio de Economía contrató a la firma Standard & Poor's para estudiar la calificación de riesgo soberano; al año siguiente la firma le dio el grado de inversión al país con la calificación BBB-, la segunda vez en conseguirlo. Mientras tanto, la Dominion Bond Rating Service también le dio su grado de inversión BBB en 2007.
En el sector formal, la semana laboral legal es de 48 horas. El salario mínimo ronda los 1.025 soles, uno de los más bajos de la región. Los trabajadores informales representarán el 70% del mercado laboral en 2019, según el Instituto Nacional de Estadística e Informática (INEI). En 2016, casi tres millones de niños, niñas y adolescentes trabajaban en el sector informal.
La crisis política en Perú ha tenido un impacto negativo en su calificación crediticia, con Moody's rebajando la perspectiva de estable a negativa. Según un informe de la Organización de las Naciones Unidas para la Agricultura y la Alimentación (FAO) publicado en agosto de 2022, la mitad de la población peruana sufre inseguridad alimentaria moderada, es decir, 16,6 millones de personas, y más del 20%, es decir 6,8 millones de personas, sufren inseguridad alimentaria grave: pasan un día entero, o incluso varios días, sin comer. Perú se ve así más afectado que países en crisis como Argentina y Venezuela.
El director de la FAO Perú señala que "esta es la gran paradoja de un país que tiene lo suficiente para alimentar a su población. Perú es productor neto de alimentos y una de las principales potencias agroexportadoras de la región. La inseguridad alimentaria se debe a la gran desigualdad social y a los bajos salarios, siendo el salario mínimo de Perú uno de los más bajos de Sudamérica, y a un amplio sector informal. Según la FAO, los propios pequeños agricultores padecen hambre. Mal pagados, también sufren los impactos del cambio climático y se enfrentan al problema del narcotráfico en sus tierras y a la actividad minera que agota el suelo.

## Economía peruana a nivel continental
Según su tamaño, la economía peruana es la sexta economía de América Latina con un PIB de 268 mil millones de dólares. Si se divide el PIB por la cantidad de población que tiene Perú (más de 33 millones de habitantes), el resultado sale de 7 772  dolares de riqueza promedio por cada peruano, es la novena economía de riqueza por habitante en Latinoamérica que está conformado por diecinueve países. 
| Países de América Latina según el tamaño de su Economía PIB (producto interno bruto) para 2023 | Países de América Latina según el tamaño de su Economía PIB (producto interno bruto) para 2023 | Países de América Latina según el tamaño de su Economía PIB (producto interno bruto) para 2023 | Países de América Latina según el tamaño de su Economía PIB (producto interno bruto) para 2023 | Países de América Latina según el tamaño de su Economía PIB (producto interno bruto) para 2023 | Países de América Latina según el tamaño de su Economía PIB (producto interno bruto) para 2023 |
| N.º | País                                                                                           | PIB nominal (millones de dólares)                                                              | Habitantes                                                                                     | PIB per cápita Nominal                                                                         | Artículo Principal                                                                             |
| --- | ---------------------------------------------------------------------------------------------- | ---------------------------------------------------------------------------------------------- | ---------------------------------------------------------------------------------------------- | ---------------------------------------------------------------------------------------------- | ---------------------------------------------------------------------------------------------- |
| 1° | Brasil                                                                                         | USD 2 081 035 millones                                                                         | 203 millones                                                                                   | USD 9 673 dólares                                                                              | Economía Brasileña                                                                             |
| 2° | México                                                                                         | USD 1 663 164 millones                                                                         | 127 millones                                                                                   | USD 12 673 dólares                                                                             | Economía Mexicana                                                                              |
| 3° | Argentina                                                                                      | USD 641 102 millones                                                                           | 46 millones                                                                                    | USD 13 709 dólares                                                                             | Economía Argentina                                                                             |
| 4° | Colombia                                                                                       | USD 363 540 millones                                                                           | 50 millones                                                                                    | USD 7 270 dólares                                                                              | Economía Colombiana                                                                            |
| 5° | Chile                                                                                          | USD 335 533 millones                                                                           | 19 millones                                                                                    | USD 17 659 dólares                                                                             | Economía Chilena                                                                               |
| 6° | Perú                                                                                           | USD 268 235 millones                                                                           | 33 millones                                                                                    | USD 7 772 dólares                                                                              | Economía Peruana                                                                               |
| 7° | Ecuador                                                                                        | USD 121 291 millones                                                                           | 18 millones                                                                                    | USD 6 642 dólares                                                                              | Economía Ecuatoriana                                                                           |
| 8° | República Dominicana                                                                           | USD 121 289 millones                                                                           | 11 millones                                                                                    | USD 11 308 dólares                                                                             | Economía Dominicana                                                                            |
| 9° | Guatemala                                                                                      | USD 102 309 millones                                                                           | 19 millones                                                                                    | USD 5 358 dólares                                                                              | Economía Guatemalteca                                                                          |
| 10° | Venezuela                                                                                      | USD 96 628 millones                                                                            | 28 millones                                                                                    | USD 3 640 dólares                                                                              | Economía Venezolana                                                                            |
| 11° | Costa Rica                                                                                     | USD 77 777 millones                                                                            | 5 millones                                                                                     | USD 14 733 dólares                                                                             | Economía Costarricense                                                                         |
| 12° | Uruguay                                                                                        | USD 77 313 millones                                                                            | 3 millones                                                                                     | USD 21 677 dólares                                                                             | Economía Uruguaya                                                                              |
| 13° | Panamá                                                                                         | USD 77 257 millones                                                                            | 4 millones                                                                                     | USD 17 350 dólares                                                                             | Economía Panameña                                                                              |
| 14° | Bolivia                                                                                        | USD 46 097 millones                                                                            | 12 millones                                                                                    | USD 3 800 dólares                                                                              | Economía Boliviana                                                                             |
| 15° | Paraguay                                                                                       | USD 44 623 millones                                                                            | 6 millones                                                                                     | USD 5 667 dólares                                                                              | Economía Paraguaya                                                                             |
| 16° | Honduras                                                                                       | USD 34 338 millones                                                                            | 10 millones                                                                                    | USD 3 278 dólares                                                                              | Economía Hondureña                                                                             |
| 17° | El Salvador                                                                                    | USD 33 752 millones                                                                            | 6 millones                                                                                     | USD 5 308 dólares                                                                              | Economía Salvadoreña                                                                           |
| 18° | Haití                                                                                          | USD 26 580 millones                                                                            | 11 millones                                                                                    | USD 2 173 dólares                                                                              | Economía Haitiana                                                                              |
| 19° | Nicaragua                                                                                      | USD 17 287 millones                                                                            | 6 millones                                                                                     | USD 2 589 dólares                                                                              | Economía Nicaragüense                                                                          |
| Nota: La Economía de Brasil alcanza el 2 Billón, 081 mil millones de dólares La Economía de México alcanza el 1 Billón, 663 mil millones de dólares. Fuente: Fondo Monetario Internacional FMI (2020) |                                                                                                |                                                                                                |                                                                                                |                                                                                                |                                                                                                |

## Evolución histórica del PIB per cápita

### Década de 1960
El PIB per cápita de Perú a principios de los Años 60 fue de 256 dólares. A finales de la década (1969), Perú llegó a los 495 dólares, habiendo elevado en un 93,1% su PIB per cápita con respecto a 1960.
| Año  | 'PIB per cápita en Dólar US |
| 1960 | 256 Dólares                 |
| 1961 | 280 Dólares                 |
| 1962 | 309 Dólares                 |
| 1963 | 329 Dólares                 |
| 1964 | 386 Dólares                 |
| 1965 | 445 Dólares                 |
| 1966 | 512 Dólares                 |
| 1967 | 505 Dólares                 |
| 1968 | 454 Dólares                 |
| 1969 | 495 Dólares                 |

### Década de 1970
El PIB per cápita de Perú a principios de los Años 70 fue de 557 dólares. A finales de la década (1979), Perú llegó a los 943 dólares, habiendo elevado en un 69,3% su PIB per cápita con respecto a 1970.
| Año  | 'PIB per cápita en Dólar US |
| 1970 | 557 Dólares                 |
| 1971 | 605 Dólares                 |
| 1972 | 653 Dólares                 |
| 1973 | 761 Dólares                 |
| 1974 | 934 Dólares                 |
| 1975 | 1.108 Dólares               |
| 1976 | 1.020 Dólares               |
| 1977 | 910 Dólares                 |
| 1978 | 758 Dólares                 |
| 1979 | 943 Dólares                 |

### Década de 1980
El PIB per cápita de Perú a principios de los Años 80 fue de 1.165 dólares. A finales de la década (1989), Perú llegó a los 1.909 dólares, habiendo elevado en un 63,8% su PIB per cápita con respecto a 1980.
| Año  | 'PIB per cápita en Dólar US |
| 1980 | 1.165 Dólares               |
| 1981 | 1.374 Dólares               |
| 1982 | 1.333 Dólares               |
| 1983 | 1.012 Dólares               |
| 1984 | 1.019 Dólares               |
| 1985 | 862 Dólares                 |
| 1986 | 1.264 Dólares               |
| 1987 | 2.041 Dólares               |
| 1988 | 1.580 Dólares               |
| 1989 | 1.909 Dólares               |

### Década de 1990
El PIB per cápita de Perú a principios de los Años 90 fue de 1.302 dólares. A finales de la década (1999), Perú llegó a los 1.989 dólares, habiendo elevado en un 52,7% su PIB per cápita con respecto a 1990.
| Año  | 'PIB per cápita en Dólar US |
| 1990 | 1.302 Dólares               |
| 1991 | 1.532 Dólares               |
| 1992 | 1.566 Dólares               |
| 1993 | 1.516 Dólares               |
| 1994 | 1.905 Dólares               |
| 1995 | 2.233 Dólares               |
| 1996 | 2.282 Dólares               |
| 1997 | 2.364 Dólares               |
| 1998 | 2.234 Dólares               |
| 1999 | 1.989 Dólares               |

### Década de 2000
El PIB per cápita de Perú a principios de los Años 2000 fue de 2.023 dólares. A finales de la década (2009), Perú llegó a los 4.159 dólares, habiendo elevado en un 105,9% su PIB per cápita con respecto al año 2000. Para noviembre de 2007, el crecimiento del producto bruto se mantuvo por 75 meses consecutivos.
| Año  | PIB per cápita en Dólar US | PIB per cápita en Euro € |
| 2000 | 2.023 Dólares              | 1.097 Euros              |
| 2001 | 2.016 Dólares              | 1.104 Euros              |
| 2002 | 2.095 Dólares              | 981 Euros                |
| 2003 | 2.237 Dólares              | 783 Euros                |
| 2004 | 2.489 Dólares              | 762 Euros                |
| 2005 | 2.754 Dólares              | 817 Euros                |
| 2006 | 3.180 Dólares              | 953 Euros                |
| 2007 | 3.621 Dólares              | 974 Euros                |
| 2008 | 4.243 Dólares              | 1.138 Euros              |
| 2009 | 4.159 Dólares              | 1.217 Euros              |

### Década de 2010
El PIB per cápita de Perú a principios de los Años 10 fue de 5.047 dólares y a finales de la década (2019), Perú llegó a los 6.956 dólares, habiendo elevado en un 37,8% su PIB per cápita con respecto al año 2010.
| Año  | PIB per cápita en Dólar US |
| 2010 | 5 047 USD                  |
| 2011 | 5 823 USD                  |
| 2012 | 6 475 USD                  |
| 2013 | 6 697 USD                  |
| 2014 | 6 614 USD                  |
| 2015 | 6 180 USD                  |
| 2016 | 6 183 USD                  |
| 2017 | 6 676 USD                  |
| 2018 | 6 912 USD                  |
| 2019 | 6 956 USD                  |

### Década de 2020
La economía peruana, al iniciar la década de 2020, se vio afectada por la pandemia de COVID-19, lo que provocó una recesión, involucrando una caída del PIB per cápita del 13.07% en comparación al 2019. En el año 2023, se elevó hasta los 7 790 dólares, siendo la novena economía de riqueza por habitante en Latinoamérica que está conformado por diecinueve países.
| Año                                              | PIB per cápita en Dólar US |
| 2020                                             | 6 047 USD                  |
| 2021                                             | 6 713 USD                  |
| 2022                                             | 7 239 USD                  |
| 2023                                             | 7 790 USD                  |
| 2024                                             | 8 320 USD*                 |
| 2025                                             | 8 570 USD*                 |
| 2026                                             | 8 820 USD*                 |
| 2027                                             | 9 090 USD*                 |
| 2028                                             | 9 380 USD*                 |
| 2029                                             | 9 710 USD*                 |
| *:Estimaciones del Fondo Monetario Internacional |                            |

## Sectores

### Agricultura

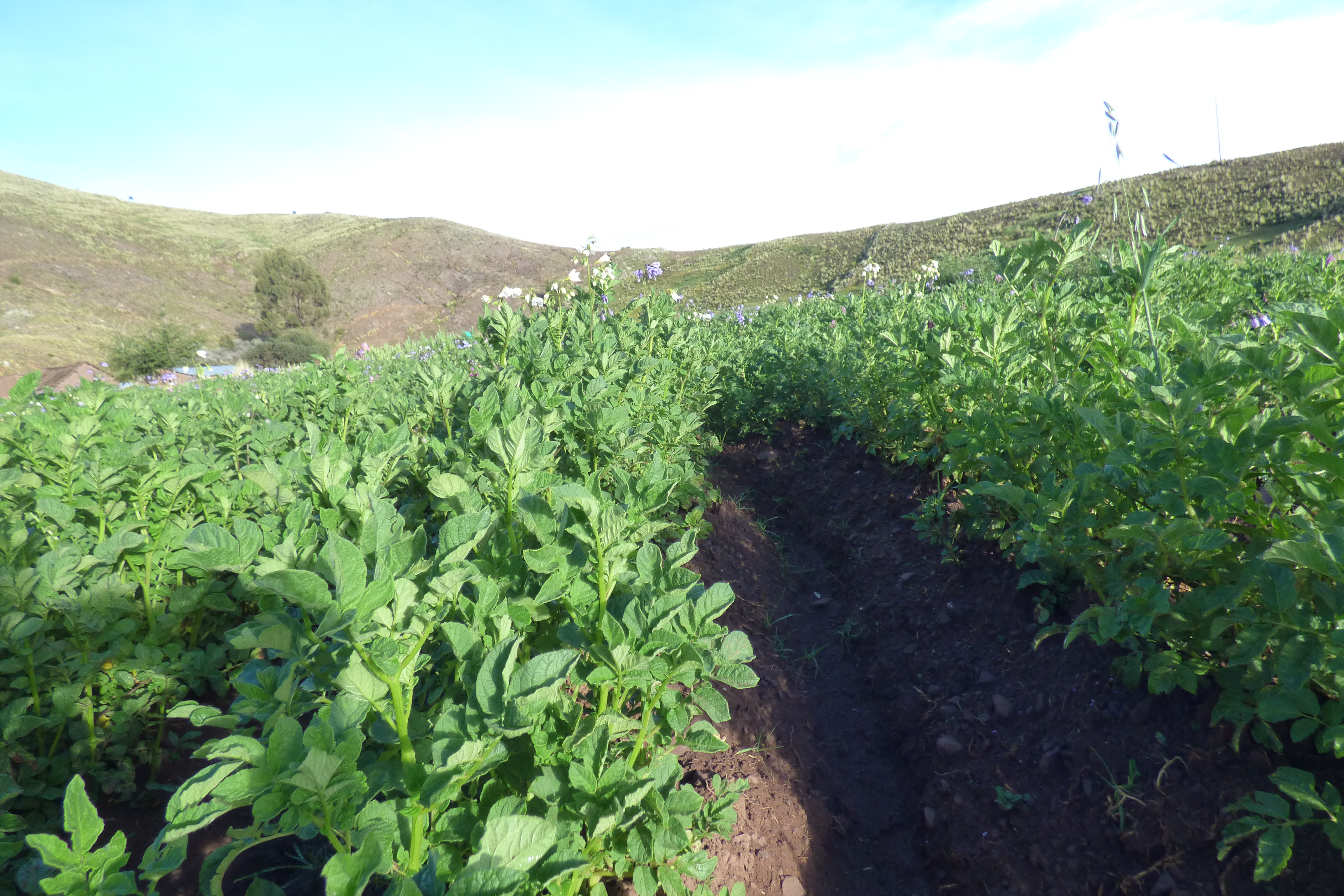
Papa, el cultivo más tradicional del Perú.

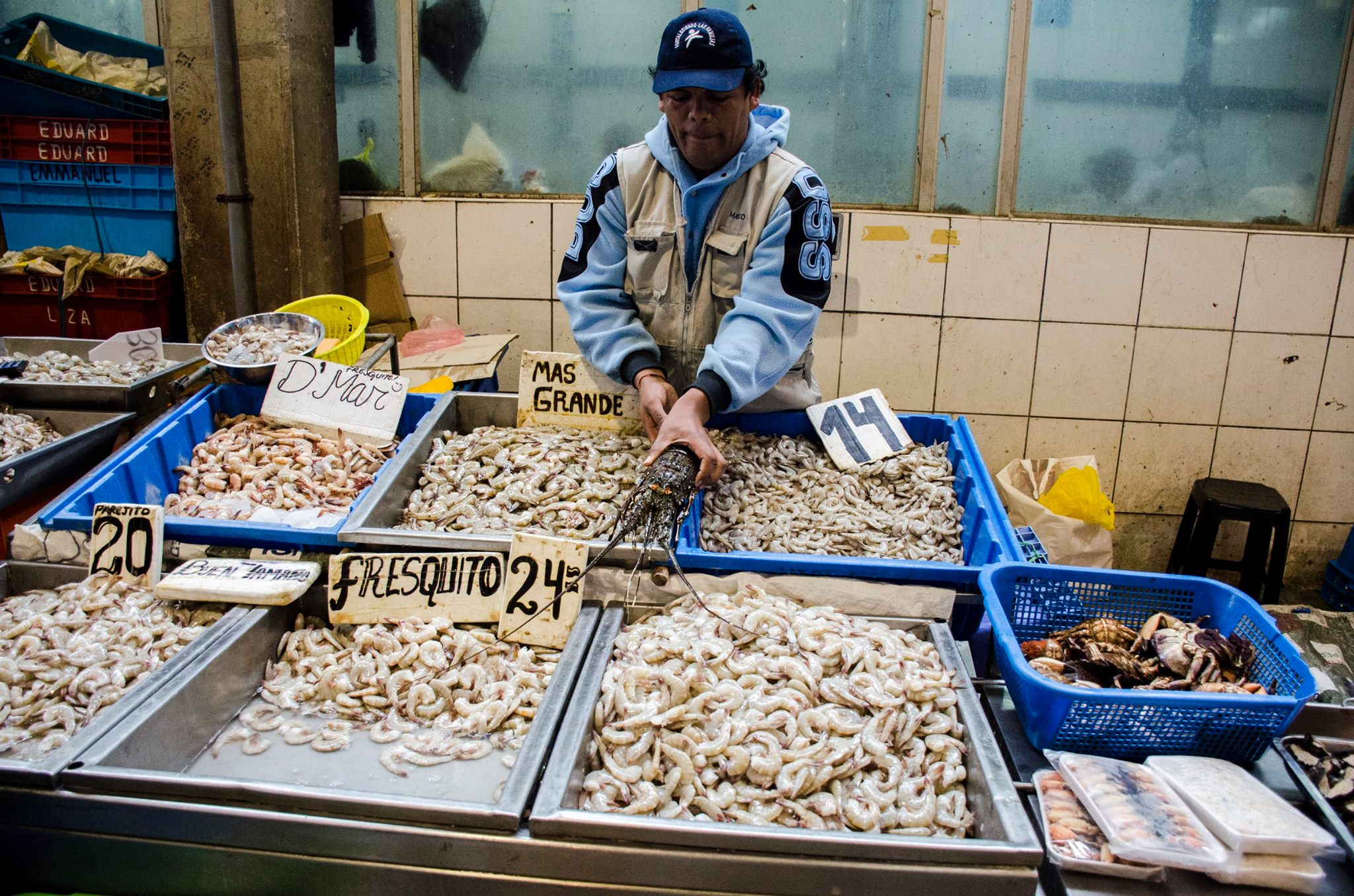
Mercado de pesca en Perú.

Perú es uno de los 5 mayores productores del mundo de uva, palta, arándano azul, alcachofa y espárrago, uno de los 10 mayores productores del mundo de café y cacao, uno de los 15 mayores productores del mundo de papa y piña, y también tiene una producción considerable de uva, caña de azúcar, arroz, banano, maíz y mandioca; su agricultura está considerablemente diversificada.
En 2018, Perú produjo 10,3 millones de toneladas de caña de azúcar, 5,1 millones de toneladas de papa, 3,5 millones de toneladas de arroz, 2,2 millones de toneladas de plátano, 1,5 millones de toneladas de maíz, 1,2 millones de toneladas de mandioca, 921 mil toneladas de aceite de palma, 645 mil toneladas de uva, 548 mil toneladas de piña, 504 mil toneladas de palta, 481 mil toneladas de mandarina, 502 mil toneladas de naranja, 369 mil toneladas de café, 383 mil toneladas de mango, 360 mil toneladas de espárragos, 270 mil toneladas de limón, 252 mil toneladas de tomate, 207 mil toneladas de cebada, 195 mil toneladas de trigo , 188 mil toneladas de aceitunas, 187 mil toneladas de zanahorias, 175 mil toneladas de papaya, 175 mil toneladas de pimienta, 154 mil toneladas de alcachofa, 140 mil toneladas de manzana, 134 mil toneladas de cacao, además de producciones menores de otros productos agrícolas.
En la producción de carne de pollo, en 2018, Perú estaba en la lista de los 20 mayores productores del mundo (puesto 18), con casi 1,6 millones de toneladas producidas.

### Recursos minerales y gas

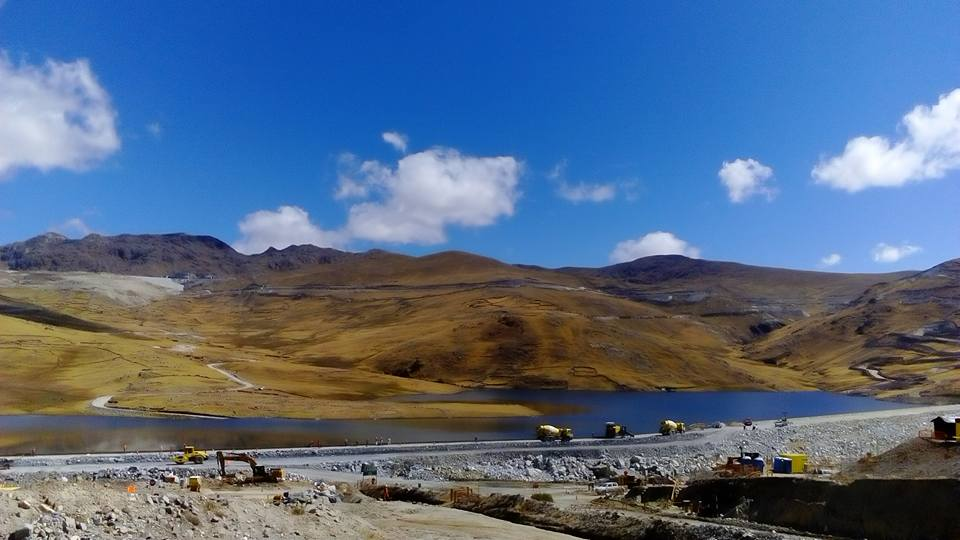
Mina de cobre en Perú.

La minería es un pilar importante de la economía peruana. En 2019, el país fue el segundo productor mundial de cobre y plata, octavo productor mundial de oro, tercer productor mundial de plomo, segundo productor mundial de zinc, el cuarto productor mundial de estaño, el quinto mayor productor de boro y el cuarto mayor productor de molibdeno del mundo. El país fue una vez el mayor productor de plata del mundo, pero perdió su posición frente a México. También fue uno de los 5 mayores productores de oro del mundo. También ha sido un importante productor de yodo.
El Perú es un país polimetálico y la minería viene a ser el cuarto sector en importancia en la estructura del PBI peruano.
Las exportaciones de mineral metálico constituyen el 6% del PBI nacional, representa el 56% de las divisas por concepto de exportaciones y también el 15% de la inversión extranjera directa. En el año 2014 El Banco Central de la Reserva de Perú (BCR) vaticinó una importante baja en las inversiones mineras para 2014 y 2015. Durante el 2014 completaría un retroceso de 6.4% en relación con 2013, mientras que en 2015 caída sería de 8.1%.
En el estudio de investigación de la minería ilegal en el Perú se estima en 60 mil el número de familias que en forma directa o indirecta están involucradas en la extracción ilegal; en 50,000 la cantidad de personas ejerciendo en forma directa la actividad y en 300,000 el total de las personas que de manera directa o indirecta son dependientes de esta actividad.
Luego de más de 21 años de haber sido descubierto, el yacimiento de gas natural de Camisea, Región Cusco, empezó a ser explotado y su producción dada su limitada cantidad es destinada al consumo interno, llegando a Lima en 2004.
El principal país de origen de inversiones mineras es China (22%), seguido por los Estados Unidos (18%) y el Canadá (16%), mientras que los principales minerales que atraen esta inversión son el cobre (64%) y el oro (13%)

### Petróleo
El Perú no ha sido históricamente un gran productor de petróleo, de acuerdo al Ministerio de Energía y Minas, en 2023 el país produce unos 40,000 barriles diarios de petróleo (bpd) y el consumo nacional supera los 250.000 barriles por día (bpd) por lo cual se importa petróleo principalmente de Ecuador, Brasil y Trinidad y Tobago La producción de petróleo de Perú no logró “las expectativas de recuperación” en 2022, cuando alcanzó los 40.538 barriles por día (BPD), en 2021 llegó a 38.391 BPD, mientras que en 2020 alcanzó los 39.680 PBD. La producción en 2019 fue de 52.980 PBD, una cantidad aún lejana de 2011, cuando se alcanzó los 69.550 PBD. Perú importa por un valor anual de al menos 6.000 millones de dólares, equivalente a más 10 % del presupuesto público para el 2023. Perú importa por un valor anual de al menos 6.000 millones de dólares, equivalente a más 10 % del presupuesto público para el 2023.

### Recursos marinos
A partir de los años 60 el Perú desarrolló su industria pesquera siendo de los mayores productores mundiales. El desarrollo de la pesca llevó al surgimiento y desarrollo del puerto de Chimbote en esos años.[cita requerida]
La explotación de los recursos marinos: (anchoveta, corvina, lenguado, bonito, perico, jurel, etc.) es importante para la economía peruana: de la anchoveta, por ejemplo, se hace la harina de pescado, de la cual Perú es el mayor productor del mundo. Gran parte de lo producido en cuanto a pescado fresco, conservas y otros se destina para el mercado interno, en especial de las zonas costeras.

### Mercado financiero
El sistema financiero es todavía difícil y costoso, y el riesgo operativo intrínseco es elevado, debido principalmente a la protección insuficiente de los derechos de los acreedores -dada la debilidad del sistema de administración de justicia-, las imperfecciones en el sistema de garantías y el precario desarrollo de instrumentos de financiación de mediano y largo plazo. Durante 2014 la IED (Inversión extranjera directa) disminuyó el 18%.
En cuanto al mercado de tarjetas de crédito, los bancos dan información compleja y que no está estandarizada. La información de la TCEA, un referente al precio final, aparece en la web oficial de la SBS, aunque la comparación es dificultosa y algunas tarjetas no figuran. No obstante, la SBS ha logrado que, en coordinación con el Ministerio de Educación, se incorpore los temas sobre cultura financiera en el currículo de secundaria. En 2016 la calificadora de riesgo Standard and Poor's rebajó la calificación crediticia a cinco bancos peruanos: Banco de Crédito, BBVA Continental, BanBif, Interbank y MiBanco.

## Debilidades de la economía peruana
La competitividad y la productividad se ven afectadas por las garantías de los derechos económicos básicos, debido a la debilidad del sistema de administración de justicia. El todavía alto índice de informalidad, la insuficiente capacidad institucional para mejorar la coordinación de los mismos así como los índices de exclusión social, generan inestabilidad y conflicto, disminuyendo la velocidad del crecimiento del mercado interno que podría ser mayor. La baja del tipo de cambio real, aunque menor que en países vecinos, encarece los productos exportados no tradicionales, que disminuyen competitividad en los mercados internacionales. En el frente interno la aún limitada institucionalidad, las trabas a la inversión, los costos de transacción y los sobrecostos que han demorado grandes proyectos de inversión.
Las autoridades tienen dificultades en tomar decisiones contra la economía ilegal, lo cual impulsa el crimen organizado en el país. En 2024, un estudio Alianza Latinoamericana Anticontrabando señala que un 60% de productos ilícitos en Perú entran por la frontera con Bolivia, cuyos productos altamente comercializados son los cigarrillos y licores. Cabe destacar que las empresas de transporte de bienes de alto valor en el país están reguladas por el Ministerio de Economía y Finanzas.

## Inversión extranjera directa

### Inversión extranjera directa en Perú
Desde 1994 la inversión extranjera ha crecido exponencialmente en el Perú. No hay datos oficiales sobre la distribución de la IED por sectores de destino, varias informaciones permiten estimar que el sector minero sería el principal receptor de IED. Al 2009, los principales países que originaron el IED del Perú fueron, España (22,78%), Reino Unido (20,08%), Estados Unidos (14,65%), Países Bajos (7,45%) y Chile (6,85%).
Durante 2014, Perú (BCRP) un flujo de US$ 7 607 millones de inversión extranjera directa, monto inferior en US$ 1 691 millones al importe obtenido en 2013, explicado principalmente por la caída en los aportes de capital. Ese año la entrada de Inversión extranjera en el Perú el primer semestre fue de US$ 4,680 millones, cayendo un 18% con relación a la primera mitad del año 2013, cuando se registraron US$ 5,729 millones, según la Comisión Económica para América Latina y el Caribe (Cepal). un año antes la inversión extranjera directa (IED) en el Perú había descendido 17.7% en 2013.
Para el año 2014 el Banco Central de la Reserva de Perú (BCR) vaticinó una importante baja en las inversiones mineras para 2014 y 2015. Durante el 2014 completaría un retroceso de 6.4% con relación a 2013, mientras que en 2015 caída sería de 8.1%.
El Banco Central de Reserva del Perú (BCRP) reportó para el año 2023, un flujo de US$ 6,717 millones de inversión extranjera directa.

### Inversión directa del Perú en el exterior

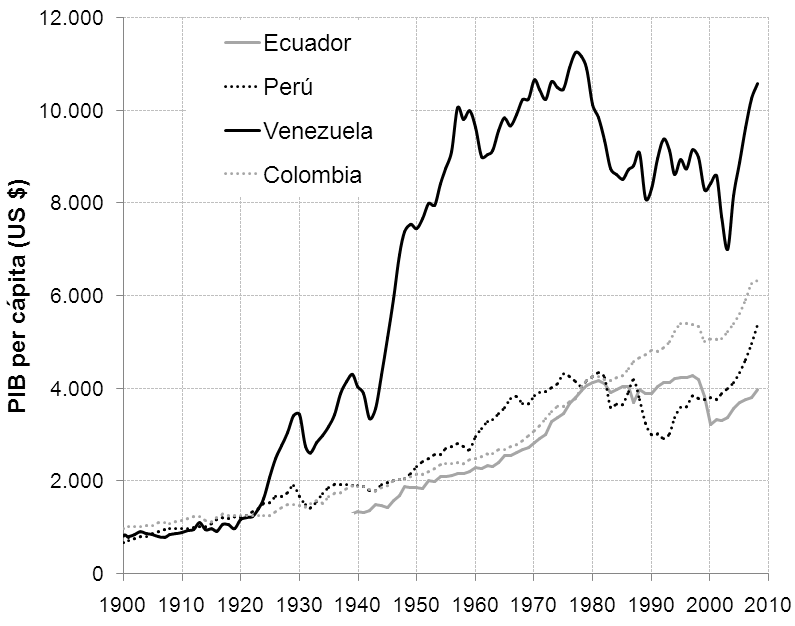
Comparación del PIB per cápita nominal de Colombia, Ecuador, Perú y Venezuela, en el último siglo, basado en World Population, GDP and Per Cápita GDP, 1-2010 AD.

El Perú no emite informes de los flujos de IED al extranjero o los emite de forma imperfecta Por estas dos razones es particularmente difícil estimar el peso de la IED que llega a la región desde China. El país no tiene posiciones de relevancia respecto a las multilatinas y a su presencia en el globo, siendo su total de inversiones en el exterior modesto. la inversión peruana en el extranjero registró US$ 136 millones en 2014.
| País | IED 2011 Entrada | IED 2011 Salida | IED 2012 Entrada | IED 2012 Salida | Stock IED Entrada | Stock IED Salida |
| ---- | ---------------- | --------------- | ---------------- | --------------- | ----------------- | ---------------- |
| Perú | 8.233            | 113             | 12.240           | -57             | 59.490            | 3.597            |

## Estimaciones económicas
En 2015 el ministro de Economía y Finanzas, Alonso Segura, estimó que el PBI en el primer trimestre de ese año crecería 1,5%, en tanto el economista Javier Zúñiga afirmó que la economía aumentaría un 2,5% durante este año. Uno de los factores de la caída en el crecimiento es el bajo nivel de exportaciones, que apenas sumarían este año US$ 30 mil millones, mientras que en años anteriores alcanzaron los US$ 45 mil millones. El PBI para 2015 se estima en 200.962 millones de dólares.
La pobreza representaba al 42.4% de la población (2007) y la pobreza extrema se encontraba en 11.2%. (INEI). A 2016 según el Informe Técnico de Pobreza Monetaria del INEI de abril de dicho año, el nivel de pobreza del 2011 y 2015 fue de 27,8% y 21,8%
Para 2015 las estimaciones de comercio exterior prevén una fuerte baja de las exportaciones y una pequeña caída de las importaciones, las exportaciones de metales -cobre, plata y plomo, particularmente- bajaron 10%, mientras que los envíos de pesca tradicional, petróleo y derivados y productos agrícolas tradicionales se desplomaron en 74%, 45% y 20%, respectivamente. El desempleo fue del 6.1% (2013) aumentando a, febrero de 20 15 a 7%. El sector informal ocupa gran parte de la economía peruana (alrededor del 60%), lo que significa que gran parte de las personas empleadas no cuentan con seguro social, vacaciones y otros beneficios ligados con un trabajo formal. Para 2015 se espera un aumento inversión pública, centrada en los gobiernos regionales, u retroceso en el sector manufacturero y caídas de 3.78% en el sector primario. Para junio de 2015 las personas sin trabajo aumentaron en 18.3% y alcanzaron las 321,700. La población económicamente activa (PEA) cayó en 0.2% y está integrada por 4.9 millones de peruanos.
En 2020 la pobreza incrementó del 20% al 30% a causa de la inflación de precios y la pandemia de COVID-19.
En el año 2023, la pobreza monetaria afectó al 29% de la población del país y aumentó en 1,5% respecto al 2022 (27,5%). En el área urbana fue de 26,4%, incrementándose en 2,3% con relación al 2022; en tanto que, en el área rural fue de 39,8%, disminuyó en 1,3% según Instituto Nacional de Estadística e Informática (INEI) en documento Perú: Evolución de la Pobreza Monetaria 2014-2023.

## Aceptación del modelo económico del Perú
Si bien para el 2002, el 49% de los encuestados por Latinobarómetro afirmó estar de acuerdo y muy de acuerdo a que la economía de mercado es lo más conveniente para el país, en el 2018, solo el 9% estaba satisfecho con la misma. Asimismo, mientras en el 2002, un 52.3% consideraba estar en desacuerdo y muy en desacuerdo a que mientras menos intervenga el gobierno en la economía es mejor para el país, en el 2018, el 45% de la población consideraba que era igual contar con un gobierno autoritario o de régimen no democrático que intervenga en la economía del país.

### En lo económico
| Año  | Indicador                   | Fuente | Puntaje | Posición (Perú/n.ºpaíses) |
| ---- | --------------------------- | ------ | ------- | ------------------------- |
| 2018 | Mayor Crecimiento Económico | FMI    | 2.7     | 124/222                   |

### En la agroindustria, textiles y metalurgia
| Año  | Productor Mundial (Exportaciones) | Posición (Perú) |
| 2021 | Harina de pescado                 | 1               |
| 2021 | Aceite de pescado                 | 1               |
| 2021 | Uva                               | 1               |
| 2021 | Arándano                          | 1               |
| 2021 | Quinua                            | 1               |
| 2021 | Fibra de Alpaca                   | 1               |
| 2021 | Palta                             | 2               |
| 2021 | Plata                             | 2               |
| 2021 | Zinc                              | 2               |
| 2021 | Cobre                             | 2               |
| 2021 | Estaño                            | 2               |
| 2021 | Molibdeno                         | 3               |
| 2021 | Plomo                             | 3               |
| 2021 | Ají Paprika                       | 4               |
| 2021 | Mango                             | 4               |
| 2021 | Oro                               | 6               |
| 2021 | Hierro                            | 12              |
| 2021 | Cebolla                           | 12              |
| 2021 | Café                              | 14              |
| 2021 | Higo                              | 15              |
| 2021 | Camiseta                          | 20              |
| 2021 | Piña                              | 29              |
| 2021 | Gas Natural                       | 32              |
| 2021 | Ropa                              | 35              |
| 2021 | Petróleo refinado                 | 46              |
| 2021 | Petróleo crudo                    | 59              |

## Tratados y acuerdos comerciales[182]
| Acuerdo de Complementación Económica (ACE) - Acuerdo de Integración con la Comunidad Andina: Bolivia, Ecuador y Colombia (firmado y vigencia 1969) - ACE 50 con Cuba (firmado octubre de 2000 y vigencia 2001) - ACE 58 con Mercosur (firmado agosto de 2003 y vigencia noviembre de 2005) |
| TLC (Tratado de Libre Comercio) vigentes - TLC con Estados Unidos (firmado abril de 2006 y vigencia febrero de 2009) - Tratado de Libre Comercio Perú - EE. UU. - TLC con Chile (firmado agosto de 2006 y vigencia marzo de 2009) - TLC con Canadá (firmado mayo de 2008 y vigencia agosto de 2009) - TLC con Singapur (firmado mayo de 2008 y vigencia agosto de 2009) - TLC con China (firmado abril de 2009 y vigencia marzo de 2010) - TLC con Corea del Sur (firmado marzo de 2011 y vigencia agosto de 2011) - Acuerdo parcial de libre comercio con Tailandia (último protocolo firmado noviembre de 2010 y vigencia diciembre de 2011) - Tratado de Libre Comercio Perú - Tailandia - TLC con México (firmado abril de 2011 y vigencia febrero de 2012) - TLC con Japón (firmado mayo de 2011 y vigencia marzo de 2012) - TLC con Panamá (firmado mayo de 2011 y vigencia mayo de 2012) - TLC con EFTA (Suiza, Liechtenstein, Islandia y Noruega) (firmado julio de 2010, con Suiza y Liechtenstein vigencia julio de 2011, con Islandia vigencia octubre de 2011, con Noruega vigencia julio de 2012) - TLC con la Unión Europea (firmado abril de 2011 y vigencia febrero de 2013) - TLC con Costa Rica (firmado mayo de 2011 y vigencia junio de 2013) - Acuerdo parcial de libre comercio con Venezuela (firmado enero de 2012 y vigencia agosto de 2013) - TLC con Alianza del Pacífico (firmado febrero de 2014 y vigencia mayo de 2016) - TLC con Honduras (firmado mayo de 2015 y vigencia enero de 2017) |
| TLC (Tratado de Libre de Comercio) concluidos - TLC con Guatemala (firmado diciembre de 2011) - Acuerdo de profundización económico comercial con Brasil (firmado abril de 2016) - TLC con Australia (firmado febrero de 2018) - TPP-11 (anterior TPP) (firmado marzo de 2018) |
| TLC (Tratado de Libre Comercio) en negociación - El Salvador - India - Turquía |

## Perú en el contexto internacional
La economía peruana es sostenida por la minería, la agroindustria, la pesca, las industrias ligeras y el turismo. Tras superar la crisis internacional del 2008-2009. A partir de ahí, comenzó una desaceleración debida a la prolongación de la crisis en Europa y Estados Unidos. Según los datos macroeconómicos presentados en la siguiente tabla, el índice de competitividad ofrecido por el Foro Económico Mundial ha disminuido respecto al informe de 2014 en el que en el que obtuvo 4,25 puntos.El turismo representó el 2,2% del pbi y generó 1 millón de empleos.
| Indicador                               | Valor                                      | Posición en el mundo                                            | Incremento                            |
| Producto interior bruto (nominal)       | $ 214.248.000.000 Fuente: FMI (2017)       | Países más ricos del mundo por PIB: Puesto 49.º en 2017         | 53.290.389.504 $ en 2000 (+ 231,5%)   |
| Población                               | 31.826.000 personas Fuente: FMI (2017)     | Países más poblados del mundo: Puesto 44.º en 2017              | 25.662.616 personas en 2000 (+ 14,6%) |
| Emisiones de CO2 (per cápita)           | 2,6 toneladas (2010)                       | Países con mayores emisiones de CO2: Puesto 118.º               | 1,085 toneladas en 2000 (+ 47,5%)     |
| Renta per cápita PPP                    | $ 13.521 Fuente: FMI (2017)                | Países con mayor Renta Per Cápita PPP: Puesto 94.º en 2017      | 2.080 $ en 2000 (+ 189,3%)            |
| Tasa de natalidad                       | 2,4 personas (Banco Mundial 2012)          | Países con mayor natalidad (niños por mujer): Puesto 80.º       | 2,86 personas en 2000 (- 16,1%)       |
| Crecimiento económico                   | 6,9 % (Banco Mundial 2011)                 | Economías de mayor crecimiento: Puesto 34.º                     | 2,95 % en 2000 (+ 133,9%)             |
| % usuarios Internet                     | 36,5 % (Banco Mundial 2011)                | Países con mayor tasa de usuarios de Internet: Puesto 90.º      | 3,12 % en 2000 (+ 1069,9%)            |
| Promedio de días para crear una empresa | 26 días (Banco Mundial 2011)               | Países más rápidos para montar una empresa: Puesto 68.º         | 98 días en 2003 (- 73,5%)             |
| Consumo de energía por habitante        | 510 kilogramos (Banco Mundial 2008)        | Países con mayor consumo de energía por habitante: Puesto 109.º | 488,18 kilogramos en 2000 (+ 4,5%)    |
| Terreno dedicado a agricultura          | 16,8 % (Banco Mundial 2009)                | Países con más terreno dedicado a la agricultura: Puesto 161.º  | 16,55 % en 2000 (+ 1,5%)              |
| Potencia eléctrica consumida            | 1.106 kilowatios-hora (Banco Mundial 2010) | Países con más potencia eléctrica consumida: Puesto 66.º        | 686,87 kilovatios-hora en 2000 + 61%) |
| Superficie forestal                     | 679.920 km² (Banco Mundial 2010)           | Países con mayor superficie forestal: Puesto 11.º               | 692.130 km² en 2000 (- 1,8%)          |
| Carreteras pavimentadas                 | 14 % (Banco Mundial 2006)                  | Países con más carreteras pavimentadas: Puesto 34.º             | 13,35 % en 2000 (+ 4,1%)              |
| Índice de Competitividad Global         | 4,24 (Foro Económico Mundial 2013)         | Países más competitivos: Puesto 65.º                            | 3,94 en 2007 (+ 8,5%)                 |

### Importaciones
Se presentan a continuación las mercancías de mayor peso en las importaciones de Perú para el período 2010-hasta octubre de 2015. Las cifras están expresadas en dólares estadounidenses valor FOB.

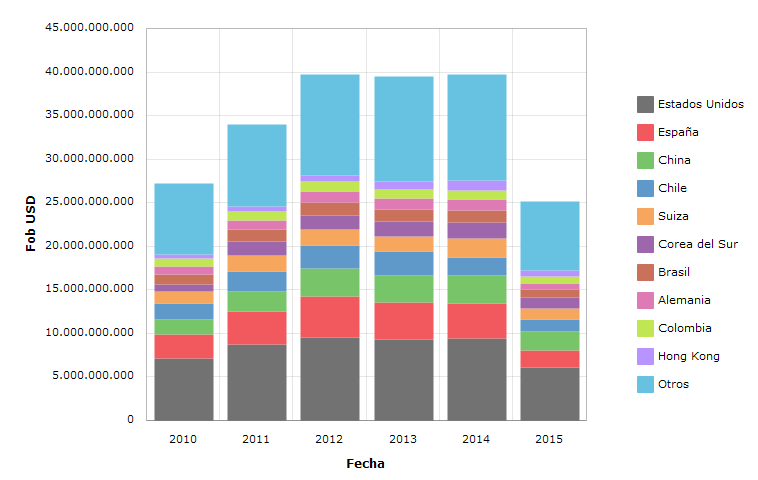
Importaciones de Perú del periodo 2010-hasta octubre de 2015 expresadas en USD valor FOB. [http://trade.nosis.com/es/Comex/Importacion-Exportacion/Perú/Todas-las-posiciones-arancelarias/PE/00 Fuente

| Fecha Mercadería por capítulo arancelario                                                                           | 2010           | 2011           | 2012           | 2013           | 2014           | enero-octubre 2015 |
| --- | -------------- | -------------- | -------------- | -------------- | -------------- | ------------------ |
| 84 - calderas, máquinas, aparatos y artefactos mecánicos; partes de estas máquinas o aparatos                       | 4 359 061 046  | 5 247 091 184  | 6 174 786 901  | 5 888 766 267  | 6 049 716 628  | 3 700 869 320      |
| 27 - combustibles minerales, aceites minerales y productos de su destilación; materias bituminosas; ceras minerales | 3 898 985 656  | 5 530 604 116  | 5 870 146 831  | 6 265 370 784  | 5 821 797 498  | 2 692 378 175      |
| 87 - vehículos automóviles, tractores, velocípedos y demás vehículos terrestres, sus partes y accesorios            | 2 716 899 392  | 3 311 850 388  | 4 580 817 433  | 4 440 715 879  | 3 708 954 824  | 2 376 690 648      |
| 85 - máquinas, aparatos y material eléctrico, y sus partes                                                          | 2 417 689 719  | 3 216 082 895  | 3 872 012 261  | 3 793 295 515  | 4 403 812 420  | 3 068 457 488      |
| 39 - plásticos y sus manufacturas                                                                                   | 1 371 006 548  | 1 750 050 224  | 1 881 103 038  | 1 955 112 628  | 2 073 867 019  | 1 320 093 693      |
| 72 - fundición, hierro y acero                                                                                      | 1 284 510 632  | 1 374 781 224  | 1 554 210 535  | 1 422 911 020  | 1 391 094 108  | 934 562 925        |
| 10 - cereales | 868 267 596    | 1 190 185 596  | 1 225 067 825  | 1 224 713 231  | 1 217 809 066  | 761 641 576        |
| 73 - manufacturas de fundición, hierro o acero                                                                      | 707 264 435    | 1 057 897 750  | 1 164 629 673  | 949 468 668    | 1 078 927 879  | 791 832 394        |
| 38 - productos diversos de las industrias químicas                                                                  | 436 106 119    | 710 797 577    | 769 950 337    | 745 017 057    | 760 090 783    | 501 195 288        |
| 40 - caucho y sus manufacturas                                                                                      | 465 021 182    | 638 058 770    | 756 890 244    | 768 281 594    | 725 008 141    | 508 340 611        |
| Demás capítulos | 8 664 616 379  | 9 975 939 282  | 11 818 247 471 | 12 034 373 224 | 12 492 411 532 | 8 464 102 469      |
| Total | 27 189 428 705 | 34 003 339 007 | 39 667 862 548 | 39 488 025 866 | 39 723 489 899 | 25 120 164 588     |

### Exportaciones
En 2020, Perú fue el 54.º mayor exportador (por exportaciones de mercancías) del mundo (US $ 45 mil millones), 0,2% del total mundial. Durante el periodo comprendido entre 1994 y 2025, se beneficiaba de los derechos arancelarios del drawback.
| Principales Productos exportados por Perú en 2014         | Principales Productos exportados por Perú en 2014 | Principales Productos exportados por Perú en 2014 | Principales Productos exportados por Perú en 2014 |
| N.º                                                       | Producto                                          | Valor de exportación                              | Porcentaje                                        |
| --------------------------------------------------------- | ------------------------------------------------- | ------------------------------------------------- | ------------------------------------------------- |
| 1.º                                                       | Mineral de Cobre                                  | USD 6.930 millones                                | 17 %                                              |
| 2.º                                                       | Oro                                               | USD 5.860 millones                                | 15 %                                              |
| 3.º                                                       | Refinado de Petróleo                              | USD 3.100 millones                                | 7,8 %                                             |
| 4.º                                                       | Cobre Refinado                                    | USD 1.850 millones                                | 4,6 %                                             |
| 5.º                                                       | Harina de animales y Pellets                      | USD 1.410 millones                                | 3,5 %                                             |
| 6.º                                                       | Mineral de Zinc                                   | USD 1.180 millones                                | 3,0 %                                             |
| 7.º                                                       | Gas de Petróleo                                   | USD 1.120 millones                                | 2,8 %                                             |
| 8.º                                                       | Mineral de Plomo                                  | USD 1.060 millones                                | 2,7 %                                             |
| 9.º                                                       | Café                                              | USD 790 millones                                  | 2,0 %                                             |
| 10.º                                                      | Uvas                                              | USD 677 millones                                  | 1,7 %                                             |
| 11.º                                                      | Mineral de Hierro                                 | USD 658 millones                                  | 1,7 %                                             |
| 12.º                                                      | Estaño Metálico                                   | USD 608 millones                                  | 1,5 %                                             |
| 13.º                                                      | Zinc Metálico                                     | USD 603 millones                                  | 1,5 %                                             |
| 14.º                                                      | Frutas Tropicales                                 | USD 518 millones                                  | 1,3 %                                             |
| 15.º                                                      | Petróleo Crudo                                    | USD 490 millones                                  | 1,2 %                                             |
| 16.º                                                      | Moluscos                                          | USD 452 millones                                  | 1,1 %                                             |
| Fuente: Observatorio de Economía y Complejidad OEC (2014) |                                                   |                                                   |                                                   |

| Fecha País importador | 2011           | 2012           | 2013           | 2014           | 2015           | 2016           |
| --------------------- | -------------- | -------------- | -------------- | -------------- | -------------- | -------------- |
| China                 | 6.878.158.126  | 7.708.831.266  | 7.154.568.104  | 6.986.621.062  | 7.286.092.262  | 2.342.709.844  |
| Estados Unidos        | 6.063.727.655  | 6.175.216.635  | 7.671.343.818  | 6.136.832.999  | 4.967.130.322  | 1.540.074.209  |
| Suiza                 | 5.857.824.269  | 5.057.741.940  | 2.921.950.429  | 2.642.249.842  | 2.646.838.637  | 885.219.033    |
| Canadá                | 4.203.287.231  | 3.362.274.975  | 2.648.293.252  | 2.567.223.167  | 2.285.033.850  | 730.464.928    |
| Japón                 | 2.146.231.236  | 2.484.945.954  | 2.198.426.842  | 1.559.187.564  | 1.113.338.346  | 352.226.926    |
| Chile                 | 1.963.857.491  | 1.940.115.296  | 1.616.804.777  | 1.530.225.916  | 1.071.891.074  | 323.397.248    |
| España                | 1.700.223.248  | 1.842.057.293  | 1.447.961.058  | 1.386.268.984  | 1.054.195.799  | 390.482.596    |
| Brasil                | 1.289.435.918  | 1.383.813.213  | 1.712.839.633  | 1.601.821.720  | 1.058.966.969  | 400.170.052    |
| Corea del Sur         | 1.673.402.810  | 1.517.981.733  | 1.551.527.785  | 1.246.618.712  | 1.031.282.325  | 388.373.742    |
| Alemania              | 2.002.381.158  | 1.731.532.874  | 1.160.292.754  | 1.229.929.353  | 869.431.977    | 243.217.740    |
| Resto del mundo       | 12.475.028.798 | 12.079.457.827 | 11.387.553.320 | 11.664.896.576 | 9.436.426.496  | 3.095.039.873  |
| Total                 | 46.253.557.940 | 45.283.969.005 | 41.471.561.774 | 38.551.875.893 | 32.820.628.056 | 10.691.376.191 |

Se presentan a continuación los principales socios comerciales de Perú para el periodo 2011-mayo 2016. La mayoría de sus exportadores están en Asia, América y Europa. Las cifras expresadas son en dólares estadounidenses valor FOB.

### Exportaciones y PIB

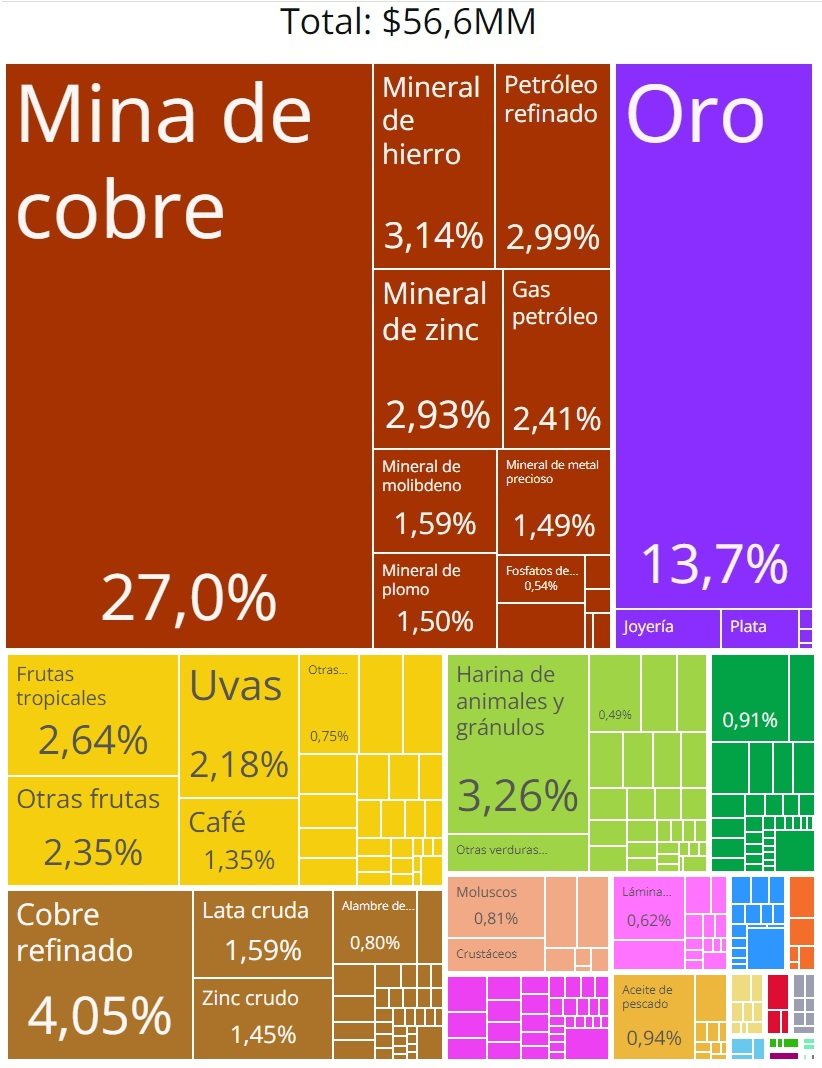
Exportaciones del Perú: Principales productos exportados 2021

En el año 2011, las exportaciones fueron de 46.270 millones de dólares. Concentrándose sobre todo en productos mineros 54.22% del total exportado. Durante el primer mes de 2013 se registró una brusca caída del 32% en las exportaciones respecto a similar mes del 2012. Según Juan Varilias, presidente del gremio exportador, el subsector confecciones cayó en todos los mercados. Advirtiendo que si los mercados se siguen cerrando para Perú, el sector experimentaría una crisis muy severa.
En 2012, los efectos de la crisis financiera mundial golpeó al país, la desaceleración económica detuvo a las empresas exportadoras. Las exportaciones cayeron un 2,1% en comparación con 2011. Durante el 2012, de las 7.801 empresas exportadoras, un total de 2,465 dejaron de hacerlo, debido a los problemas una deficiente infraestructura, sobrecostos logísticos, la crisis económica internacional, la reciente alza de energía y la caída del tipo de cambio. El incremento de los precios de los principales minerales como el oro, la plata, el cobre, zinc, plomo, molibdeno.
Las exportaciones agrícolas tradicionales cayeron en 2013 un 40,6 por ciento. La Agricultura se basa en maíz y papa, que se cultivan en las montañas.[cita requerida] la agricultura hoy en día peruana está en crisis: más de 20.000 productores café están al borde de la quiebra, con pérdidas de 210 millones dólares debido a la crisis económica. La producción de algodón, la más importante de la cultura, cayó 30% en 2013, y es probable que caiga aún más. La producción caña es también en declínio En los últimos años, se ha consolidado como el mayor productor de coca en mundo La actividad pesquera este estancada Las exportaciones de productos agrícolas tradicionales como el café, la caña de azúcar y el algodón cayeron un 40,6% en el primer semestre 2013, las exportaciones agrícolas caerían entre un 20% y un 25%.
Las exportaciones peruanas, al cierre del 2023, crecieron sorpresivamente (+1.1%) y alcanzaron un nuevo récord histórico (US$ 64,355 millones).